# Musée de Louviers
Le Musée de Louviers est un musée d'art et d'histoire situé à Louviers (Eure). Il s'agit de l'unique musée aux collections labellisées « Musée de France » de la communauté d'agglomération Seine-Eure.

## Historique
Suivant les initiatives des villes du département telles qu'Évreux, Bernay et Pont-Audemer, le musée est construit à partir de 1880 par l'architecte Georges-Paul Roussel, à Louviers, dans le style éclectique (dôme orientalisant). Le projet y associe une bibliothèque.
Pour cela, la partie donnant sur l'actuelle place Ernest-Thorel de l'ancien couvent Saint-Louis est détruite. Le musée, fondé en 1872, peut laisser la place libérée à l'hôtel de ville en 1888 quand il ouvre.
Les matériaux choisis combinent la brique et la pierre.
Le peintre Paul de Saint-Martin, élève du peintre Paul Delaroche, signe le premier catalogue du nouveau musée le 1er octobre 1888 en qualité de conservateur.
Le fonds de collection du musée a été constitué d’achats, de legs (legs Lanon, Vignon et Lalun) et de donations (donation Roussel) comprenant : archéologie, peintures, arts décoratifs, mobiliers et faïences de la Renaissance au xixe siècle. En 1907, le musée fait l'objet d'un cambriolage.
Depuis 1996, le musée a repris vie[pourquoi ?], le personnel s’est formé à la conservation préventive. L’ensemble des collections en a d’ailleurs bénéficié : transfert des objets dans de nouvelles réserves, dépoussiérage et désinsectisation, conditionnement, bilan sanitaire.
Le Musée de Louviers expose de façon permanente ses collections, riches notamment en faïence, peinture, mobilier, ainsi que l’exposition historique sur l'industrie textile. Des expositions temporaires sont également réalisées tous les ans dans la Galerie des Éphémères du Musée. Expositions à hauteur d'enfants, patrimoine, histoire locale et art contemporain sont mis à l'honneur pour assurer une actualité riche et variée.
En 2018, une campagne pour restaurer les deux portes d'entrée par un menuisier-ébéniste spécialiste du patrimoine ancien avec le soutien de la Fondation de France est lancée.
En octobre 2020, Cédric Pannevel est nommé chef d'établissement, succédant à Michel Natier.

## Collections
Le musée conserve entre autres dans ses réserves des œuvres de : 
- Carolus-Duran

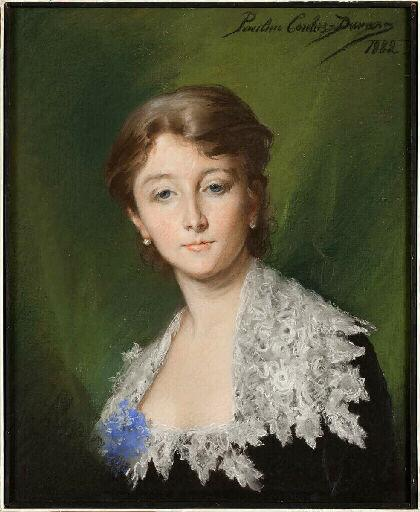
Carolus-Duran, Portrait de Marguerite de Saint-Marceaux (1882), pastel sur papier.

- Pauline Carolus-Duran née Croizette
- Masséot Abaquesne
- Georges Wakhévitch
- Léon-Jules Lemaître
- Paul Jeuffrain
- Pierre-Gérard Langlois
- Jacques-Philippe Renout
- Paul Faugas[7]
- Philien Godard[8]
- Eugène Antoine Durenne
- Eugène Jules Delahogue
- Jean-Eugène Clary
- John Sell Cotman
- Émile-Louis Minet[9],[10],[11]
- Gustan Le Sénéchal de Kerdréoret
- Robert Antoine Pinchon
- Ernest Baillet[12]
- Charles Frechon

- Une copie anonyme d'après Valentin de Boulogne (1591-1632)[13], Soldats jouant aux dés[14], scène de genre du XVIIe siècle, est l'objet d'une campagne de restauration à partir de 2019.

## Catalogue de 1888

### Peinture

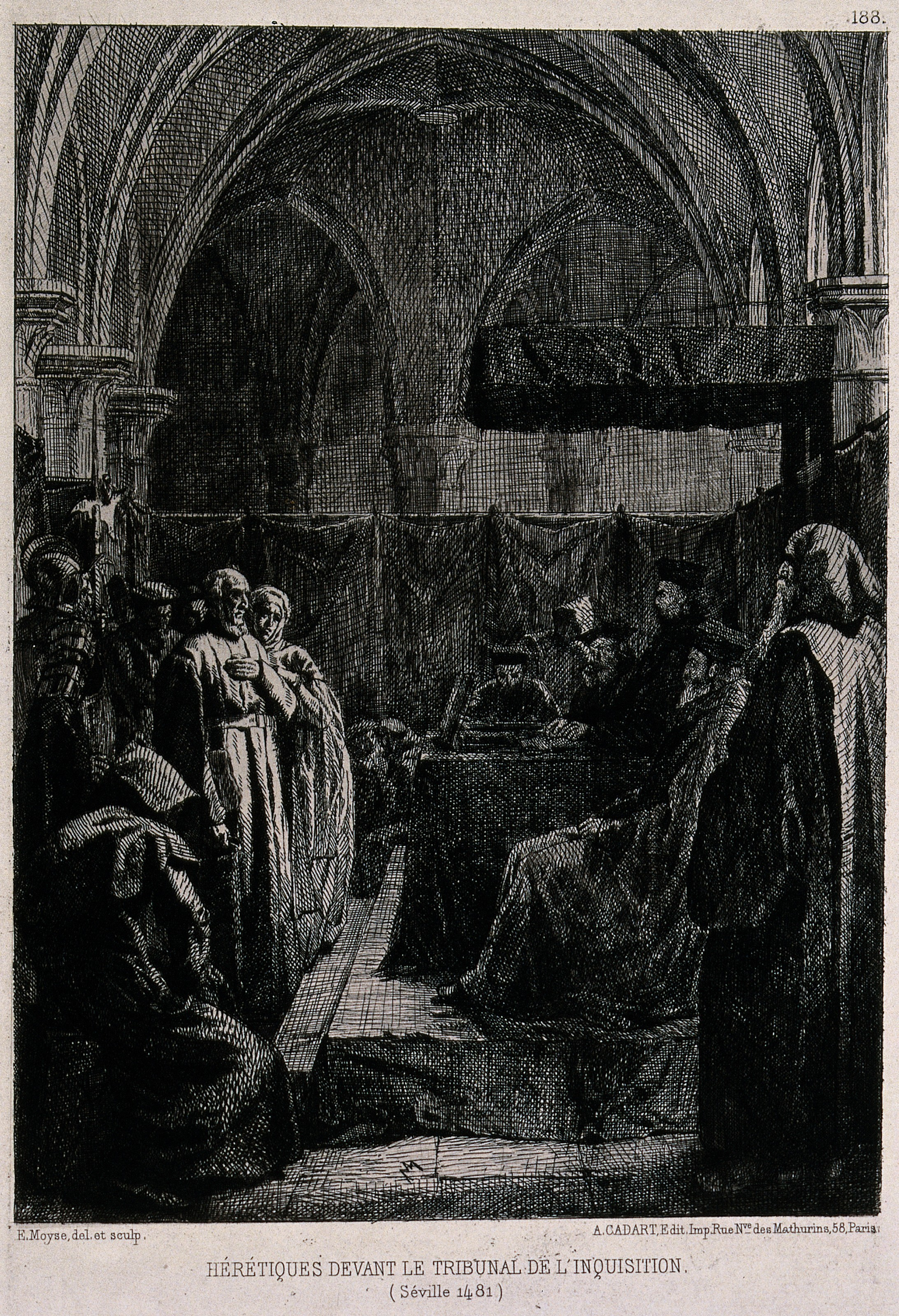
Édouard Moyse, Hérétiques devant le tribunal de l'Inquisition établi à Séville en 1481, estampe.

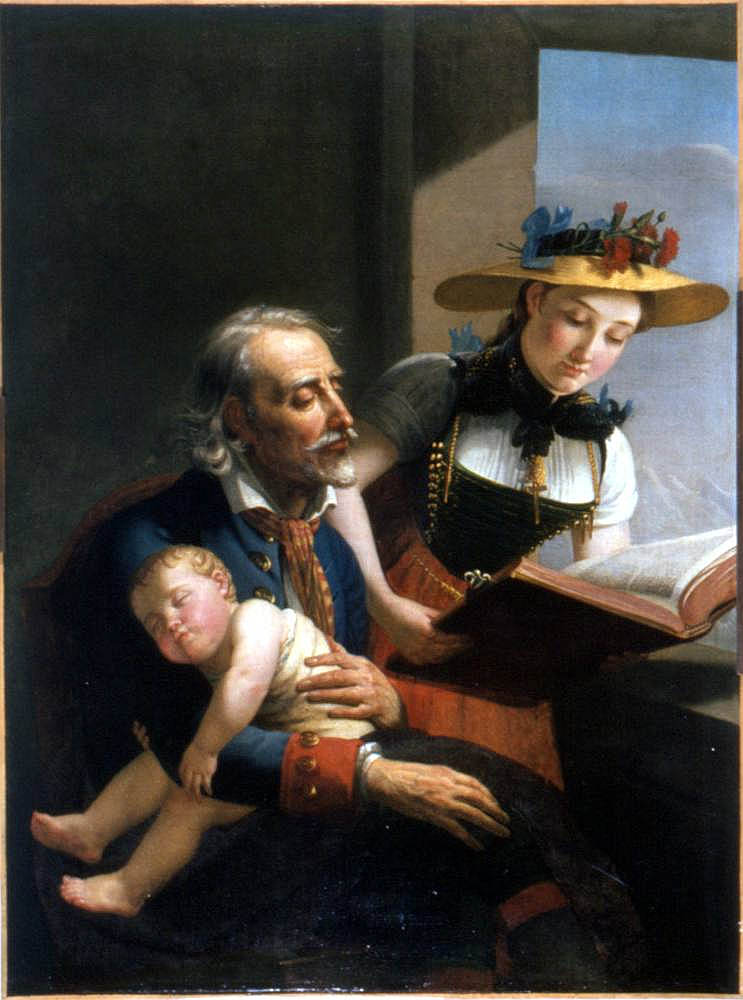
Marie-Guillemine Benoist, La Lecture de la Bible, ou les trois âges, 1810

- Philippe Franck[15], Hylas et les muses du fleuve Ascanius, salon de 1824.
- Charles-Émile Callande de Champmartin, Aristée et Protée (État, 1872).
- Édouard Moyse, Hérétiques devant le tribunal de l'Inquisition établi à Séville en 1481 (État, 1874).
- Marie Guilhelmine Benoist, La Lecture de la Bible, 1810 (État, 1876).
- Jacques-Philippe Renout (cité) (achat par la ville).
- Roger-Joseph Jourdain, Gladiateur s'armant pour le combat (dation, 1876).
- Paul de Saint-Martin (cité).
- Laar, L'Enfant et le chien (dation de M. Pelletier, ancien avoué, 1876).
- Paul Malençon[16], Un cerf aux abois.
- Gaspard Dughet, Paysage avec figures (dation de M. Lavalar, 1876).
- Philippe Rousseau, La Poule noire (achat par la ville, 1881).
- François Germain Léopold Tabar Attila faisant massacrer des prisonniers (État, 1881).
- Gustave Doyen, Baigneuse (État, 1882).
- Georges Callot, Le Crépuscule (État, 1883).
- Louis-Eugène Balan[17], Intérieur de la chapelle Saint-Adrien, voisine du château de Belbeuf, près de Rouen (achat par la ville, 1883).
- Joseph Désiré Court, deux portraits non nommés (achat par la ville, 1884).
- Louis Charles Duchesne, Ananas (achat par la ville, 1884).
- Alphonse Désiré Bouillet, L'Italienne au repos (État, 1885).
- Charles Gosselin, Château d'Arques (État, 1885).
- Alexandre Rapin, Au Bas Meudon (don de la Société des amis des arts du département de l'Eure, 1886).
- Brunel-Neuville, Huîtres et crevettes (achat par la ville, 1887).
- Noël et Jacques 1er Laudin, Saint Jean ; Saint Mathieu ; Saint Marc, Saint Luc (émaux de Limoges).
- Frères Le Nain, Enfants à l'étude.
- Van Cassel, La Musique et Les Fleurs, peinture sur cuivre.
- Eustache-Hyacinthe Langlois, Paysage.
- Émile Bujon, Un Cuirassier.
- Béréta (peintre italien), Portrait de Le Tellier d'Orvilliers, 1760[18].
- Henri-Eugène Cauchois, Chez le jardinier et Aux Halles (don de M. Heudebert).
- Jean Nicolle (attribution), Un exorcisme.
- Pierre Adrien Graillon, La Misère vue sous trois aspects, don du fils de l'auteur.
- Œuvres anonymes.

### Dessin et estampe
- Gustave Nicolas Bertinot : 30 œuvres.
- James Tibbits Willmore (en) : Retour de chasse, passage en bac.
- Alexandre Vincent Sixdeniers : Arrestation de Charlotte Corday.
- Antoine Pralon, Portrait de François-Albert Achaintre.
- Salvatore Tresca, Gravure d'après le Guide.
- Nicolas-Eustache Maurin, Portrait de Dupont de l'Eure.
- Paul Fink, Étude d'après la Vénus de Milo.
- Eustache Bérat, Fantaisie, dessin à la plume.
- Théodore Fort, Étude de chevaux.
- Louis-Eugène Balan[17], Intérieur de monastère, aquarelle.
- Telsini Quatro, Le Colisée, dessin à la sépia.
- Louis Surugue, La Fileuse [flamande], gravure d'après David Téniers[19].
- Jean Edelinck, Apollon et les Nymphes, gravure d'après les sculpteurs François Girardon et Thomas Regnaudin.

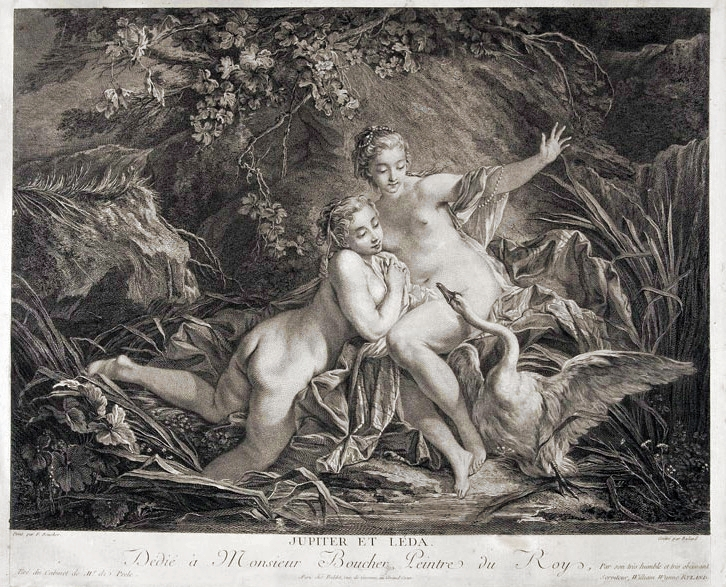
William Wynne Ryland d'après François Boucher, Jupiter et Léda, eau-forte.

- William Wynne Ryland, Vue de Fronville et Jupiter et Léda, gravures d'après François Boucher.
- Jacques Gomboust, Un plan du château de Pont-de-l'Arche, eau-forte.
- Pierre Laurent, Une Fontaine, d'après Palmerius.
- Palmerius, L'Occupation champêtre, eau-forte, imitation de sépia.
- Edme Jeaurat, Télémaque dans l'île de Calypso, 1724, gravure d'après Nicolas Vleughels.
- Hippolyte Louis Garnier, Portrait de Dupont de l'Eure, d'après Ary Scheffer.
- Angélique Mezzara, Portrait de Louis Jacques Amédée Hector Ancel et Portrait de Noël Louis Ancel[20].
- Jean-Jacques Flipart, Le Paralytique servi par ses enfants, d'après Jean-Baptiste Greuze.
- René Gaillard[21], La Malédiction paternelle, Portrait de François Castanier[22], Jupiter et Callisto, gravures respectivement d'après Greuze, Rigaud et Boucher.
- Jacques-Antoine-Marie Lemoine, Une personne déposant une couronne sur un buste, dessin.
- Antoine Trouvain[23], Le Mariage de la reine Marie de Médicis, d'après Pierre-Paul Rubens.
- Jacques-Philippe Renout, trois lithographies.
- Jean-Baptiste Huet, Animaux.
- Denize[24], Une tourelle de l'abbaye de saint-Amand à Rouen, dessin de 1841.
- Hans Bol, Une kermesse, eau-forte de Jérôme Cock (1562) et Kermesse, sujet traité différemment.
- Johann Conrad Ulmer, Sainte Cécile, d'après Pierre Mignard[25].
- Annibale Carracci, Fuite en Égypte, eau-forte.
- Jean-Baptiste Coste, Vue du château de Guiscard, près Noyon, dessin au lavis.
- Simon Malgo, Vue des environs du lac Léman, côté du midi, 1780, eau-forte ; Vue du lac Léman, côté du nord, 1781, eau-forte.
- Jean-François Ribault, Napoléon Ier en grand costume impérial, gravé d'après Jean-Baptiste Isabey et Charles Percier.
- Paul de Saint-Martin, Un site normand, lithographie.
- Martinus van den Enden, Au bord du bois, eau-forte.
- Henri-Charles Müller, Portrait d'Henri IV.
- Henri Grévedon, Portrait de J. Boucher de Perthes, 1831, lithographie.
- Zéphirin Belliard, Portrait de M. P. G., lithographie.
- Jean-François Villain, Vue générale du château d'Anet, prise du côté de la chapelle de Diane, gravure d'après un dessin d'Adolphe de Caraman.
- Samuel William Reynolds, Jeune femme dans la douleur et Jeune femme regardant un portrait, tous deux d'après Claude-Marie Dubufe.
- Victor Adam, Chaise de poste, L'Estafette, Messageries royales, Malle poste à cinq chevaux, L'Attente du maître et Promenade du matin (legs de Mlle Hortense Vignon).
- Pierre Beljambe, Portrait de Jean-Baptiste de Crétot, né à Louviers, député du bailliage de Rouen à l'Assemblée nationale de 1789, d'après un dessin d'Olivier Perrin.
- Auguste de Châtillon, Extrémité sud de l'ancienne halle de Louviers, dessin à la plume
- Joséphine Claire Langlois, Contemplation.
- Pitou, Le Baron Félix de Wimpffen, député du Calvados en 1789[26], d'après un dessin de Jean-Baptiste Ponce Lambert[27].
- Isidore Deroy, Portail côté du midi, avant la restauration de l'église Notre-Dame de Louviers, lithographie.
- Léon Auguste Asselineau, Église Notre-Dame de Louviers, côté du midi, lithographie.
- Philippe Benoist, Intérieur de l'église Notre-Dame de Louviers, lithographie.
- Alexandre-Jules Monthelier, Vue extérieure de l'église Notre-Dame de Louviers, côté du midi, lithographie[28] d'après un dessin de Nicolas Chapuy.
- Charles Élisée Leclerc[29], Ancien pont de la ville de Pont-de-l'Arche construit en l'année 864 ; écroulé le 12 juillet 1856 ; Le Nouveau pont terminé le 15 janvier 1858.
- Œuvres anonymes.

### Sculpture
- Ludovic-Eugène Durand, L'Exilé (1877), statue, marbre[6]
- Auguste Joseph Xavier Frizon, Louis Delahaye, buste, plâtre bronzé
- Ernest-Eugène Chrétien, Édouard Lanon (1884), buste en marbre (façade du musée)
- Laurent Honoré Marqueste, médaillon de bronze (1871) représentant le peintre Alphonse Désiré Bouillet
- Louis Albert-Lefeuvre, Joseph Barra, volontaire de 1793, statuette, plâtre
- Anatole Marquet de Vasselot, Le docteur Louis Auzoux, buste, plâtre bronzé
- Félicie de Fauveau, Christine de Suède refusant de faire grâce à son écuyer Monaldeschi (1827), plâtre
- Hippolyte Bonnardel, Gustave Nicolas Bertinot, médaillon en bronze (1853)
- Pierre Adrien Graillon, Deux pêcheurs causant, Une femme de pêcheur portant un enfant sur son dos, Un marin du Tréport, terres cuites

## Expositions
- 2010 : Blanche Hoschedé, de juin à octobre dans le cadre du festival Normandie impressionniste 2010.
- 2011 :
  - Église Notre-Dame ;
  - Ben Vautier.
- 2012 :
  - Nicolas Tourte et Laurent Gueneau[30] ;
  - Claude Viallat ;
  - Pierre Mendès France, un homme d'État républicain.
- 2013-2014 :
  - Philien Godard, du 11 octobre 2013 au 12 janvier 2014.
- 2014 :
  - Paul Saint-Martin[31]
- 2015 :
  - Hervé Télémaque et Baptiste Roux ;
  - Jacques Villeglé, « Affiche & Alphabet 1956-2013 »[32].
- 2016 :
  - Vincent Barré et Pierre Creton.
- 2017 :
  - Carole Benzaken, « Coupé/Décalé » ;
  - Legs Hortense Vignon.
- 2018 :
  - Brigitte Zieger ;
  - Carapaccio, vernissage exposition d'Aurore Levasseur.
- 2019 :
  - Collection Lanon (du 1er mars au 16 juin)
  - Paul Faugas : Un photographe au temps de l'impressionnisme (du 28 juin au 20 octobre)
  - Louviers Hier, Aujourd'hui, Demain (du 8 novembre au 16 février 2020)
- 2020 :
  - De l'aubre au crépuscule (du 10 juillet au 15 novembre), dans le cadre du festival Festival Normandie impressionniste
- 2021-2022 :
  - Marie-Cécile Aptel  (du 9 janvier au 20 juin)
  - Mitsouko Mori (du 09 juillet au 19 septembre)
  - La Galerie des Petits - Le Bleu (du 20 novembre au 10 avril)
- 2022 :
  - Gustave Bertinot (1822-1888), graveur d'interprétation (du 23 juin au 23 octobre)

- 2022-2023 :
  - La Galerie des Petits - Le Rouge (du 20 novembre au 30 avril)
  - Supernature, Claude Como (du 21 juin au 29 octobre)
- 2023-2024 :
  - La Galerie des Petits - Le Jaune (du 2 décembre au 7 avril)